# Carl-Dieter Spranger
Carl-Dieter Spranger, né à Leipzig le 28 mars 1939, est un homme politique allemand membre de l'Union chrétienne-sociale en Bavière (CSU).
Magistrat puis avocat, il est élu député fédéral de Bavière au Bundestag en 1972.
Il est nommé secrétaire d'État parlementaire du ministère fédéral de l'Intérieur en 1982. En 1991, il obtient le poste de ministre fédéral de la Coopération économique et du Développement, qu'il occupe jusqu'en 1998.

## Biographie

### Jeunesse et formation
Il obtient son Abitur en 1957, puis effectue des études de droit et de sciences économiques.
Il passe son premier examen juridique d'État en 1962, occupant un poste d'assistant de recherche en droit administratif à temps partiel entre 1964 et 1965. Il réussit son second examen juridique d'État en 1966.

### Débuts professionnels et politiques
Devenu assistant de recherche à temps plein en droit civil à l'université Friedrich-Alexander d'Erlangen-Nuremberg, il est nommé assesseur au tribunal d'Ansbach en 1967. Il accède aux fonctions de procureur l'année suivante, alors qu'il adhère à la CSU, dont il est nommé président de la section d'Ansbach.

### Ascension
Au sein de son tribunal, il est promu juge en 1969. En 1972, il entreprend sa carrière électorale. D'abord, il se fait élire au conseil municipal d'Ansbach. Ensuite, aux élections fédérales anticipées du 19 novembre, il se fait élire député fédéral au Bundestag dans la 227e circonscription fédérale, qui correspond à Ansbach. Il est nommé vice-président de la CSU en Moyenne-Franconie en 1973.

### Premières responsabilités parlementaires
À la suite des élections fédérales du 3 octobre 1976, il est désigné pour exercer les responsabilités de coordonnateur des députés CDU/CSU à la commission parlementaire de l'Intérieur et vice-président du groupe de travail sur la Justice et l'Intérieur du groupe CDU/CSU au Bundestag. L'année d'après, alors qu'il devient avocat, il entre au comité directeur de la CSU.
Après les élections fédérales du 5 octobre 1980, il prend la présidence du groupe de travail sur l'Intérieur, l'Environnement et les Sports de son groupe parlementaire.

### Accession progressive au gouvernement
Il est nommé secrétaire d'État parlementaire au ministère fédéral de l'Intérieur le 4 octobre 1982, jour de l'entrée en fonction du premier cabinet d'Helmut Kohl. Il conserve son mandat parlementaire lors des élections fédérales anticipées du 6 mars 1983 avec 64,8 % des voix, réalisant son meilleur score personnel. Il est confirmé dans ses fonctions exécutives, ainsi qu'en 1987. En 1989, il est porté à la présidence de la CSU de Moyenne-Franconie.
Le 18 janvier 1991, Carl-Dieter Spranger est nommé à 52 ans ministre fédéral de la Coopération économique. Le terme de « Développement » est accolé au titre de son département ministériel en 1993. Il se voit reconduit le 17 octobre 1994.

### Fin de vie politique
Il est réélu une dernière fois au Bundestag lors des élections fédérales du 27 septembre 1998, mais doit quitter son ministère un mois plus tard, avec l'arrivée au pouvoir du social-démocrate Gerhard Schröder. Il devient alors vice-président de la commission parlementaire des Affaires étrangères en 1999, et quitte la vie politique en 2002.

### Vie privée
De confession évangélique, Carl-Dieter Spranger est marié et père de trois enfants.